# Episodi de La famiglia Addams (serie animata 1992 - seconda stagione)
La seconda stagione della serie televisiva animata La famiglia Addams è stata trasmessa in prima visione negli Stati Uniti dalla ABC tra il 18 settembre e il 6 novembre 1993.
| n° | Titolo originale                | Titolo italiano | Prima TV USA      | Prima TV Italia |
| -- | ------------------------------- | --------------- | ----------------- | --------------- |
| 1  | Color Me Addams                 |                 | 18 settembre 1993 |                 |
| 2  | No Ifs, And or Butlers          |                 | 25 settembre 1993 |                 |
| 3  | Festerman Returns               |                 | 2 ottobre 1993    |                 |
| 4  | Hand Delivered                  |                 | 2 ottobre 1993    |                 |
| 5  | Jack and Jill and the Beanstalk |                 | 2 ottobre 1993    |                 |
| 6  | Sweetheart of a Brother         |                 | 9 ottobre 1993    |                 |
| 7  | Double O Honeymoon              |                 | 16 ottobre 1993   |                 |
| 8  | Fester Sings the Fester Way     |                 | 23 ottobre 1993   |                 |
| 9  | Pet Show Thing                  |                 | 23 ottobre 1993   |                 |
| 10 | Then Came Granny                |                 | 23 ottobre 1993   |                 |
| 11 | King of the Polycotton Blues    |                 | 30 ottobre 1993   |                 |
| 12 | Camp Addams                     |                 | 30 ottobre 1993   |                 |
| 13 | Little Doll Lost                |                 | 30 ottobre 1993   |                 |
| 14 | A Girl and a Ghoul              |                 | 6 novembre 1993   |                 |
| 15 | A Little Bit of Pugsley         |                 | 6 novembre 1993   |                 |
| 16 | Ask Granny                      |                 | 6 novembre 1993   |                 |